# Трибунский, Николай Тарасович
Николай Тарасович Трибунский (1923 — 1996) — советский старший сержант, помощник командира взвода 321 отдельной разведроты, 242-й горнострелковой дивизии, 3-го горно-стрелкового корпуса, 1-й гвардейской армии, 4-го Украинского фронта. Полный кавалер Ордена Славы.

## Биография
Родился 25 октября 1923 года в селе Санниково, Алтайского края в крестьянской семье. Окончил восемь классов, работал учеником-инспектором отделения Госбанка в городе Новоалтайск.
С 1941 года призван в ряды РККА и направлен в Лепельское миномётное училище, но не доучившись в нём был направлен в действующую армию и зачислен в 42-ю отдельную стрелковую бригаду, участвовал в Битве за Москву и воевал на Северо-Западном фронте. С 1942 года участник Сталинградской битвы, был ранен. С 1944 года — разведчик 690-го стрелкового полка 126-й стрелковой дивизии, 2-й гвардейской армии.
12 апреля 1944 года разведчик, рядовой  Н. Т. Трибунский севернее города Севастополь в составе разведгруппы уничтожил пять гитлеровцев и несколько взял в плен. За это 31 мая 1944 года Указом Президиума Верховного Совета СССР  Н. Т. Трибунский был награждён  Орденом Славы 3-й степени.
С 17 декабря 1944 по 4 января 1945 года помощник командира взвода 321 отдельной разведроты, 242-й горнострелковой дивизии, 3-го горно-стрелкового корпуса, 1-й гвардейской армии, 4-го Украинского фронта старший сержант Н. Т. Трибунский совершил несколько рейдов в глубокий тыл противника, пленил и лично истребил более пятнадцати гитлеровцев. 4 января 1945 года в районе города Бардеёв одним из первых в группе разведчиков ворвался в расположение противника, сразил огнем в упор трёх автоматчиков, а одного пленил. 5 февраля 1945 года Указом Президиума Верховного Совета СССР Н. Т. Трибунский был награждён Орденом Славы 3-й степени. 24 октября 1966 года Указом Президиума Верховного Совета СССР Н. Т. Трибунский был перенаграждён Орденом Славы 1-й степени.
5 февраля 1945 года  старший сержант Н. Т. Трибунский  командуя группой захвата в районе станции Гуциско  уничтожил четырёх гитлеровцев и одного взял в плен. В ночь на 20 февраля 1945 года в районе города Новы-Сонч, прикрывая отход группы захвата с «языком», поразил пять пехотинцев. 24 марта 1945 года Указом Президиума Верховного Совета СССР Н. Т. Трибунский   был награждён Орденом Славы 2-й степени.
В 1946 году  Н. Т. Трибунский демобилизовался из рядов Советской армии. В 1956 году окончил Барнаульский учетно-кредитный техникум. Работал главным бухгалтером Алтайского крайкома КПСС. Умер 26 июня 1996 года в селе Барнауле.

## Награды
- Орден Славы I степени (1966)
- Орден Славы II степени (1945)
- Орден Славы III степени (1944)
- Орден Отечественной войны II степени (1944, 1985)
- Орден Красной Звезды (26.10.1943, 24.11.1943)
- Медаль «За боевые заслуги» (1942)